# Stefanie Harjes
Stefanie Harjes (* 1967 in Bremen) ist eine deutsche Illustratorin.

## Leben
Stefanie Harjes studierte Illustration und Malerei am Fachbereich Gestaltung an der Fachhochschule in Hamburg und in Prag. Seit 1994 arbeitet sie in der Hamburger Ateliergemeinschaft Überm Wind. Als freischaffende Illustratorin ist sie überwiegend für Buch- und Zeitschriftenverlage tätig. Ihre Arbeiten wurden mehrfach ausgezeichnet, so erhielt sie 2005 zusammen mit Karla Schneider für Die Häuser der Selma Khnopff den Österreichischen Kinder- und Jugendbuchpreis. Ab 2007 hatte sie einen Lehrauftrag für Buchillustration an der Fachhochschule Hamburg, 2009 wurde sie mit dem erstmals vergebenen Hamburger Lehrpreis ausgezeichnet.

## Illustrierte Werke
- Karla Schneider: Die Häuser der Selma Khnopff. NP Verlag, St. Pölten [u. a.] 2004, ISBN 3-85326-290-2
- Anne Maar: Lotte und Lena im Buchstabenland. Bajazzo-Verlag, Zürich 2005, ISBN 3-907588-57-6
- Manfred Mai (Hrsg.): Das Literatur-Lesebuch. Deutsche Literatur aus 10 Jahrhunderten. Ravensburger Buchverlag, Ravensburg 2005, ISBN 3-473-34442-7
- Gustav Schwab (Hrsg.) und Josef Guggenmos (Bearb.): Die schönsten Sagen des klassischen Altertums. Ravensburger Buchverlag, Ravensburg 2006, ISBN 3-473-35261-6
- Annette Mierswa: Lola auf der Erbse. Tulipan-Verlag, Berlin 2008, ISBN 978-3-939944-10-2
- Marjaleena Lembcke: Hexenheim Horizont. Nagel & Kimche, München 2009, ISBN 978-3-312-00984-8
- Karla Schneider: Wenn ich das 7. Geißlein wär'. Boje Verlag, Köln 2009, ISBN 978-3-414-82183-6
- Gudrun Pausewang: Omi, liebe Omi. Ravensburger Buchverlag, Ravensburg 2010, ISBN 978-3-473-34785-8
- Ulrich Plenzdorf: Gutenachtgeschichte. Hinstorff, Rostock 2010, ISBN 978-3-356-01345-0
- Stefanie Harjes: Kafka. (mit Texten von Franz Kafka) Ravensburger Buchverlag, Ravensburg 2010, ISBN 978-3-473-35308-8
- Dorothea Lachner: Saß ein Ungeheuer auf dem Dach. Residenz Verlag, St. Pölten 2011, ISBN 978-3-7017-2080-4
- Marjaleena Lembcke: Eine Blattlaus wandert aus. Tulipan-Verlag, Berlin 2011, ISBN 978-3-939944-72-0

## Auszeichnungen
- 2005: Österreichische Kinder- und Jugendbuchpreis für Die Häuser der Selma Khnopff (zusammen mit Karla Schneider)
- 2006: Kinder- und Jugendliteraturpreis des Landes Steiermark Sonderpreis Bilderbuch für Komm, ich erzähl dir was vom Ferd
- 2008: Kröte des Monats Juli für Lola auf der Erbse (zusammen mit Annette Mierswa)
- 2009: Buch des Monats März für Wenn ich das 7. Geißlein wär’ (zusammen mit Karla Schneider)
- 2009: Hamburger Lehrpreis
- 2010: Auswahlliste zum Deutschen Jugendliteraturpreis für Wenn ich das 7. Geißlein wär’
- 2010: Kinder- und Jugendliteraturpreis des Landes Steiermark für das Bilderbuchprojekt Der Bus mit den eckigen Rädern